# Barbie Ferreira
Barbara „Barbie“ Seppe Ferreira (geboren 14. Dezember 1996 in New York City) ist eine US-amerikanische Schauspielerin und Model. Sie wurde vor allem durch ihre Hauptrolle Kat Hernandez in der HBO-Fernsehserie Euphoria bekannt.

## Leben
Barbie Ferreira wurde 1996 im New Yorker Stadtteil Queens geboren. Sie hat brasilianische Wurzeln und wuchs bei ihrer Mutter auf, die sie zusammen mit einer Tante sowie einer Großmutter großzog. Im Laufe ihrer Kindheit zog Ferreira nach Maywood im US-Bundesstaat New Jersey und besuchte die High School in der Nachbarstadt Hackensack. Ferreira lebt seit 2019 in Los Angeles.
In einem Interview mit der The New York Times erklärte Ferreira, einige Gemeinsamkeiten mit Kat zu haben. Sie sei als Jugendliche mit ihrem Körperbau unzufrieden gewesen, was Webseiten begünstigten, auf denen extreme Schlanksheitformen wie Magersucht beworben wurden. Wie Kat habe Ferreira erst nach einigen Jahren gelernt, diese Unsicherheit zu überwinden. Zudem identifiziert sich Ferreira als queer, was auch auf die Figur zutreffe.

## Karriere

### Model
Ferreira wollte bereits als Jugendliche Schauspielerin werden, bekam allerdings mehrere Absagen. Deswegen schickte sie, als sie von einem Model-Casting des Unternehmens erfuhr, im Alter von 16 Jahren spontan ein Foto an American Apparel. Am darauffolgenden Tag erhielt Ferreira ein Vertragsangebot des Unternehmens, das sie annahm. In den folgenden Jahren präsentierte Ferreira Kleidung verschiedener Modemarken und wurde schließlich von IMG Models fest angestellt. 2016 war sie Teil einer im Internet viralen verbreiteten Foto- und Videokampagne, an der sich Models verschiedener Körpertypen beteiligten, ohne wie in der Branche üblich mit Photoshop retuschiert zu werden. Im selben Jahr wurde Ferreira von Time zu einer der 30 einflussreichsten Jugendlichen des Jahres ernannt.

### Schauspielerin
Ferreiras erste Rolle spielte sie 2016 in der Dokumentar-Webserie Body Party der Teen Vogue. In dieser stellte sie den Einfluss von Body positivity in ihrem Alltag dar. Im April desselben Jahres hatte sie einen Cameo-Auftritt im Musikvideo zum Lied Boy Problems der kanadischen Sängerin Carly Rae Jepsen.
2017 moderierte Ferreira eine weitere, von Vice produzierte Webserie mit dem Titel How to Behave. In dieser lernte sie mithilfe von Experten die richtigen Verhaltensregeln für bestimmte soziale Situationen. Andere Episoden handelten von Ferreiras Selbstfindung. Für ihre Moderation der Reihe erhielt sie 2018 einen Webby Award. Im selben Jahr wirkte Ferreira erstmals in einer geskripteten Fernsehserie mit. In Divorce verkörperte sie eine Jugendliche, die ein sexuelles Verhältnis mit ihrem Stiefbruder anfängt, was die Beziehung ihrer Mutter und ihres Stiefvaters auf die Probe stellt. Ein Jahr später wurde Ferreira in ihrer ersten Fernseh-Hauptrolle verpflichtet. In Euphoria spielt sie die Hauptfigur Kat Hernandez, die einige Jahre vor der Handlung aufgrund ihres Körpersbaus Opfer von Mobbing in der Schule wurde. Ihren Kummer darüber verarbeitete Kat mit dem Schreiben von erotischen Fan-Fictions, durch die sie auf Tumblr eine große Fangemeinde gewann. In der Gegenwart wird Kat, nachdem sich ein Video von ihr beim Sex im Internet verbreitet, ein Webcam-Model. Daneben zeigt zwar ein Mitschüler Interesse an ihr, allerdings weist sie ihn mehrmals ab und hat stattdessen One-Night-Stands.
2020 gab Ferreira im Drama Unpregnant ihr Filmdebüt. Die Produktion handelt von einer schwangeren Jugendlichen, die sich in ihrem Heimatstaat Missouri ohne Einwilligung ihrer Eltern keiner Abtreibung unterziehen lassen kann. Deswegen beschließt sie, mit ihrer von Ferreira dargestellten, ehemals besten Freundin in eine Abtreibungsklinik nach Albuquerque zu fahren. 2021 wurde Ferreria in einer Nebenrolle in Jordan Peeles Horrorfilm Nope besetzt.
Im August 2022 verkündete Ferreira auf ihrem offiziellen Instagram-Account, das Ensemble von Euphoria zu verlassen und in der geplanten dritten Staffel nicht mehr mitspielen zu werden. In US-amerikanischen Medien war zuvor aufgrund Ferreiras in der zweiten Staffel deutlich reduzierten Präsenz über angebliche Differenzen zwischen ihr und dem Showrunner Sam Levinson spekuliert worden. Sie sei laut mehreren Berichten mit der Weiterentwicklung ihrer Figur nicht einverstanden gewesen, wodurch es zu mehrfachen Streitigkeiten mit Levinson, der auch die Drehbücher aller Folgen der Staffel verfasste, gekommen sei. Ferreira dementierte die Behauptungen im März desselben Jahres in einem Interview.
In der 2024 veröffentlichten Tragikomödie Bob Trevino Likes It spielte Ferreira zum ersten Mal die Hauptfigur in einem Film. Die von ihr dargestellte Protagonistin wurde von ihren Eltern verlassen und sehnt sich deswegen nach einer Familie. Eines Tages lernt sie im Internet einen fremden Mann kennen, zu dem sie allmählich eine freundschaftliche Verbindung aufbaut.

## Filmografie (Auswahl)
- 2018: Divorce (Fernsehserie, zwei Folgen)
- 2019–2022: Euphoria (Fernsehserie, 16 Folgen)
- 2020: Unpregnant
- 2022: Nope
- 2022: Robot Chicken (Fernsehserie, Sprechrolle Folge 11x16)
- 2024: Bob Trevino Likes It
- 2024: House of Spoils